# Viacheslav Dzhavanián
Viacheslav Diavanián (nacido el 5 de abril de 1969 en Leninakan, Armenia), es un exciclista soviético, de Armenia y Rusia. En la Vuelta ciclista a España 1992 se hizo con la clasificación de los sprints especiales.

## Biografía
Nacido en Armenia, optó por la nacionalidad rusa y compitió por el equipo CSKA Moscú de la Unión Soviética. Cuando en 1989 se le permitió a los ciclistas soviéticos emigrar a Europa Occidental a competir por equipos amateurs, Djavanian formó parte de un grupo de ciclistas soviéticos que se instalaron en Francia, entre los que también estaba Pavel Tonkov. 
El primer equipo en el que estuvo fue el Bonnat-Montlhéry y la primera carrera que ganó fue el Criterium du Printemps à Fourchambault. Obtuvo otros resultados destacados como un 2.º lugar en la París-Côte picarde y una etapa del Tour du Gévaudan .
Los siguientes dos años continuó en Francia y como miembro del equipo Didier Louis-Montreuil sin mayores éxitos hasta que en agosto de 1991, fue convocado por su selección para participar del campeonato del mundo amateur donde culminó en 4.º lugar. También consiguió la victoria en la Duo Normand, una carrera contrarreloj por parejas, junto a Andrei Teteriouk.

## Palmarés
1991
- Dúo Normando (haciendo pareja con Andrei Teteriouk)

1992
- Clasificación de los sprints especiales en la Vuelta a España

1994
- Vuelta Ciclista del Uruguay, más 4 etapas

1995
- 2.º en el Campeonato de Rusia en Ruta
- 1 etapa de la Vuelta a Baviera

1996
- Tour de Polonia, más 2 etapas

1997
- Regio-Tour, más 2 etapas

## Resultados en las grandes vueltas
| Carrera         | 1992  | 1993 | 1994 | 1995 | 1996 | 1997 | 1998 |
| --------------- | ----- | ---- | ---- | ---- | ---- | ---- | ---- |
| Giro de Italia  | -     | -    | -    | -    | 69.º | 80.º | -    |
| Tour de Francia | -     | -    | -    | -    | -    | Ab.  | 81.º |
| Vuelta a España | 114.º | -    | -    | -    | -    | -    | -    |
| Mundial en Ruta | -     | -    | -    | -    | -    | -    | -    |

## Equipos
- Russ-Baikal (1992)
- Rotator Company-Alex (1994)
- Sputnik-Soi (1995)
- Roslotto-ZG Mobili (1996-1997)
- Big Mat-Auber 93 (1998)